# Сантоменна

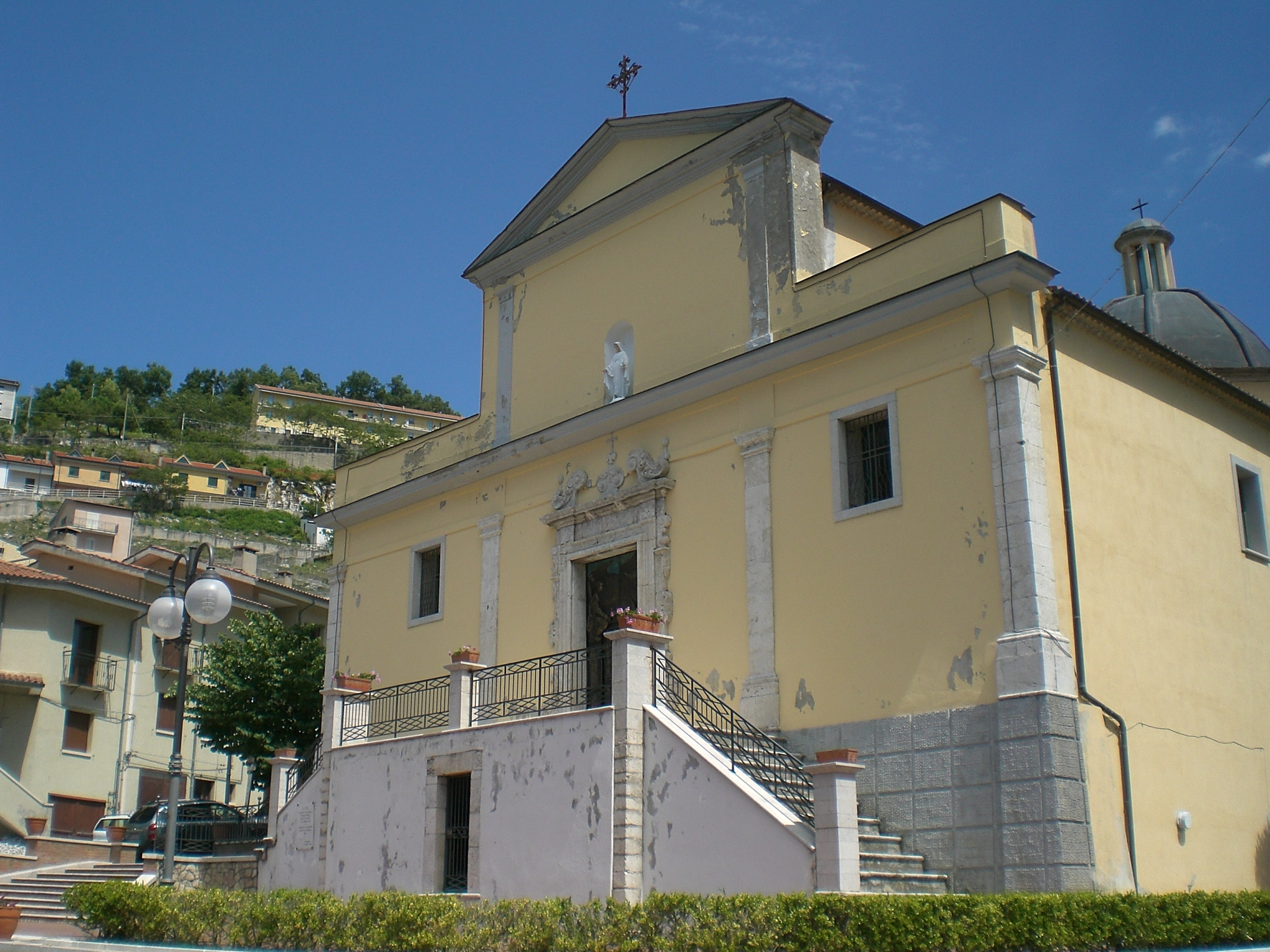
Приходской храм

Сантоменна (итал. Santomenna) — коммуна в Италии, располагается в регионе Кампания, в провинции Салерно.
Население составляет 7114 человек (2008 г.), плотность населения составляет 547 чел./км². Занимает площадь 13 км². Почтовый индекс — 84073. Телефонный код — 0973.
Покровителями коммуны почитаются святой Вит и святой Менна из Саннио, празднование 11 ноября.

## Демография
Динамика населения:

## Администрация коммуны
- Официальный сайт: https://web.archive.org/web/20070626181835/http://www.comunedisapri.it/